# Самойлов, Илья Сергеевич
Илья Сергеевич Самойлов (1898—1977) — работник советского сельского хозяйства, бригадир чабанской бригады колхоза имени Калинина с. Подо-Калиновка Цюрупинского района Херсонской области. Герой Социалистического Труда. 

## Биография
Родился в 1897 или 1898 году в селе Большие Копани (ныне Цюрупинского района Херсонской области. 
Участник Великой Отечественной войны. 
Звание присвоено 26 февраля 1958 года за «особые трудовые достижения в области сельского хозяйства (овцеводства)».